# Ary Toledo
Ary Toledo, pseudonimo di Ary Christoni de Toledo Piza (Martinópolis, 22 agosto 1937 – San Paolo, 12 ottobre 2024), è stato un umorista e cantante brasiliano, conosciuto anche come barzellettiere , doppiatore, paroliere e critico teatrale.

## Biografia
Nato a Martinópolis, stato di São Paulo, nel 1937, crebbe a Ourinhos. Alla fine degli anni cinquanta si trasferì con la famiglia a San Paolo, dove cominciò a lavorare al Teatro de Arena de São Paulo. Iniziò tra il 1954 e il 1955 la sua carriera umoristica.
Oltre alle barzellette, Toledo scrisse diverse canzoni umoristiche. Cantante ma anche paroliere satirico tra i più apprezzati, divenne celebre per le sue numerosissime barzellette, molte delle quali ispirate dalla simpatica rivalità fra squadre calcistiche brasiliane o fra brasiliani e portoghesi.
In piena dittatura militare, riferendosi al feroce e spietato AI-5, coniò questa frase : "Quem não tem cão, caça com gato e quem não tem gato, caça com Ato" (Chi non ha un cane, caccia con un gatto, e chi non ha un gatto, caccia -esilia- con un Atto). Fu immediatamente incarcerato, ma subito dopo liberato, grazie anche alla simpatia e al carisma nazional-popolare di cui godeva.
Ary Toledo annoverava nel suo repertorio circa 60.000 barzellette definendosi un garimpeiro (scavatore-cercatore) dello humor: la musica fu per lui un hobby, di cui faceva sfoggio nei vari show televisivi a cui partecipò.
Ary Toledo è deceduto il 12 ottobre 2024, all'età di 87 anni.

## Vita privata
Nel 1968 sposò  l'attrice e critica musicale Marly Marley, con la quale rimase sposato per quasi 40 anni fino alla morte di lei nel 2014.

## Opere letterarie
- Descobrimento do Brasil (con Chico de Assis)
- Modinha de ser
- Ovos que a galinha pôs
- Tiradentes
- Os Textículos de Ary Toledo (A Anarquia da Filosofia) (2011)

## Discografia

### Album
- No Fino Da Bossa (1968-1988) RGE FERMATA LP
- Ary Toledo (1970)
- Antologia do Sexo (1979) Copacabana LP
- Pois é (1982) Copacabana LP
- Na Base do Riso Explícito (1985) Copacabana LP
- Ary Toledo Ao vivo (1968) RGE LP
- A Todo Vapor (2008)

### Singoli
- A moda do Zé - storia di una ragazza abbandonata da Zé, dopo la prima notte d'amore
- Dona Maroca - storia di un gatto libertino di Dona Marioca
- Linda Meu Bem - storia di un uomo che è fidanzato con una donna bruttissima, ma che lui considera bellissima
- Mataram meu carneiro - canzone nella quale piange la morte tragica della sua pecora
- Melô do pinto - canzone nella quale onora goliardicamente l'organo sessuale
- O Rico e o Pobre - critica sociale di come il potere acquisito fa in modo che le stesse azioni abbiano denominazioni e risultati diverse se attuate sui ricchi o sui poveri
- Rosinha - canzone di amore umoristica